# Multizentrische karpotarsale Osteolyse
Die Multizentrische karpotarsale Osteolyse ist eine sehr seltene angeborene Erkrankung mit den Hauptmerkmalen einer an mehreren Knochen, meist an der Hand- und Fußwurzel, auftretenden Osteolyse. Häufig ist eine chronische Niereninsuffizienz vergesellschaftet.
Synonyme sind: Osteolyse, idiopathische multizentrische, mit oder ohne Nephropathie
Die genetische Ursache wurde im Jahre 2012 von den australischen Ärzten Andreas Zankl und Mitarbeitern erstmals beschrieben.

## Verbreitung
Die Häufigkeit ist nicht bekannt, die Vererbung erfolgt autosomal-dominant.

## Ursache
Der Erkrankung liegen Mutationen im MAFB-Gen auf Chromosom 20 Genort q12 zugrunde.
Veränderung auf diesem Gen finden sich auch bei der Hereditären idiopathischen Osteolyse Typ IV Thieffry-Shurtleff, eventuell handelt es sich um das gleiche Krankheitsbild.

## Klinische Erscheinungen
Klinische Kriterien sind:
- Krankheitsbeginn im Kindesalter
- fortschreitender Verlust von Knochensubstanz, meist an Hand- und Fußwurzel
- Bewegungseinschränkung
- oft chronische Niereninsuffizienz

Hinzu können Geistige Behinderung und Gesichtsauffälligkeiten kommen.